# Monastero Bormida
Monastero Bormida – miejscowość i gmina we Włoszech, w regionie Piemont, w prowincji Asti.
Według danych na styczeń 2009 gminę zamieszkiwało 1015 osób przy gęstości zaludnienia 71,7 os./1 km².